# 致愛麗絲

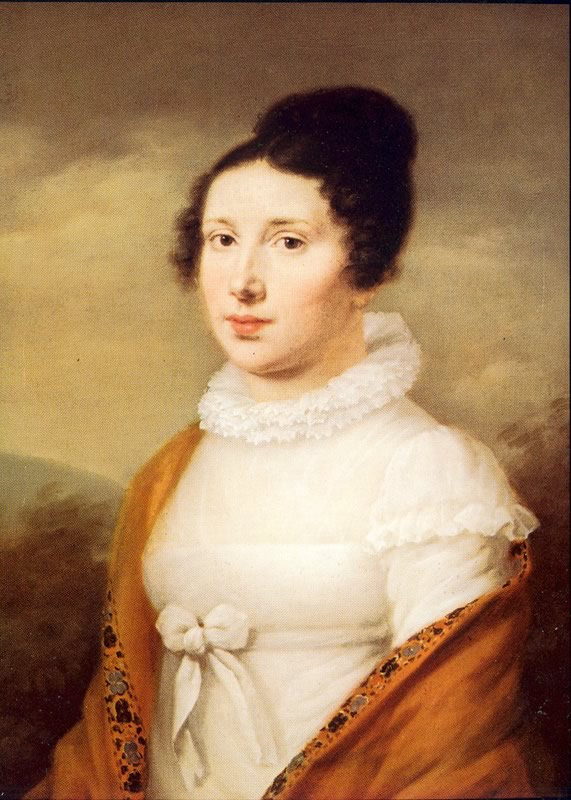
Elisabeth Röckel

《致愛麗絲》（又譯献给爱丽丝、致愛麗絲），是德意志音樂家路德維希·范·貝多芬作曲的一首鋼琴曲。創作於1810年4月27日。此曲為a小調迴旋曲，通常被歸類為小品，有時也被分類在Albumblatt，此曲在貝多芬生前未公開發表。
關於曲名中的「愛麗絲」是誰，迄今仍然沒有定論。一般認為，真正的曲名其實是「致特蕾塞（Therese）」，由於筆跡潦草而被誤解讀為「愛麗絲（Elise）」。特蕾塞·玛尔法蒂（Therese Malfatti）是貝多芬生前愛上的一位女性，本曲的原稿在她的書中被發現。

## 其他
该曲在完整安装的Windows 95到Windows 2000中皆有提供，以用来测试声卡的MIDI播放性能。
在臺灣，垃圾車沿街收集垃圾時的廣播音樂使用《給愛麗絲》和巴達捷夫斯卡作曲的《少女的祈禱》。
此外這音樂亦曾是香港前九鐵部分轉車站（例如：美孚、南昌）內的車站音樂。
罗文歌曲《心裡有個迷》旋律出自于此曲。
陳奕迅歌曲 《給愛麗絲》以貝多芬/陳輝陽名義作曲，由陳輝陽改編此曲，由林夕填詞，並此曲重新演繹。
在《狩龍人拉格納》的動畫中，在「風獄龍」狄札斯·特洛瓦出場時也有播放此曲。